# China National Offshore Oil Company
A empresa semi-estatal China National Offshore Oil Company, ou China National Offshore Oil Company Limited, também chamada apenas de CNOOC Ltd., é uma subsidiária de participação limitada da China National Offshore Oil Corporation. 